# Grünlinde (Kreis Heiligenbeil)
Grünlinde war ein Ort im Kreis Heiligenbeil in Ostpreußen. Seine Ortsstelle befindet sich heute im Munizipalkreis Rajon Bagrationowsk (Stadtkreis Preußisch Eylau) in der Oblast Kaliningrad (Gebiet Königsberg (Preußen)) der Russischen Föderation.

## Geographische Lage
Die Ortsstelle Grünlindes liegt im südlichen Westen der Oblast Kaliningrad, 23 Kilometer nordöstlich der früheren Kreisstadt Heiligenbeil (russisch Mamonowo) bzw. 27 Kilometer nordwestlich der heutigen Rajonshauptstadt Bagrationowsk (deutsch Preußisch Eylau).

## Geschichte
Das Gründungsjahr Grünlindes ist 1684. Als Vorwerk war der kleine Ort ein Wohnplatz von Amalienwalde im ostpreußischen Kreis Heiligenbeil. 19 Einwohner waren um 1900 in Grünlinde registriert. Mit Amalienwalde kam Grünlinde im Jahre 1928 zur Landgemeinde Plössen (russisch Priwolnoje).
Mit dem gesamten nördlichen Ostpreußen kam Grünlinde 1945 in Kriegsfolge zur Sowjetunion. Schon bald verliert sich hier seine Spur. Eine russische Namensgebung ist nicht bekannt, auch nicht die Zugehörigkeit zu einem Dorfsowjet nach 1947. So dürfte der Ort nicht wieder besiedelt worden zu sein und galt bald als verlassen, heute als untergegangen. Die Ortsstelle liegt im Bereich des Rajon Bagrationowsk (Stadtkreis Preußisch Eylau) in der russischen Oblast Kaliningrad (Gebiet Königsberg (Preußen)).

## Religion
Mit seiner fast ausnahmslos evangelischen Bevölkerung war Grünlinde bis 1945 in die Kirche Zinten (russisch Kornewo) in der Kirchenprovinz Ostpreußen der Kirche der Altpreußischen Union eingepfarrt.

## Verkehr
Die nicht mehr erkennbare Ortsstelle Grünlindes ist über Landwege von Worwegen (an der Straße Kornewo–Laduschkin (Zinten–Ludwigsort)) in östlicher Richtung unweit Amalienwaldes zu erreichen.